# Skate Canada International de 2000
O Skate Canada International de 2000 foi a vigésima sétima edição do Skate Canada International, um evento anual de patinação artística no gelo organizado pelo Skate Canada, e que fez parte do Grand Prix de 2000–01. A competição foi disputada entre os dias 2 de novembro e 5 de novembro, na cidade de Mississauga, Ontário, Canadá.

## Eventos
- Individual masculino
- Individual feminino
- Duplas
- Dança no gelo

## Medalhistas
| Evento                        | Ouro                                        | Prata                                          | Bronze                                          |
| Individual masculino detalhes | Alexei Yagudin · Rússia                     | Todd Eldredge · Estados Unidos                 | Matthew Savoie · Estados Unidos                 |
| Individual feminino detalhes  | Irina Slutskaya · Rússia                    | Michelle Kwan · Estados Unidos                 | Fumie Suguri · Japão                            |
| Duplas detalhes               | Jamie Salé · David Pelletier · Canadá       | Elena Berezhnaya · Anton Sikharulidze · Rússia | Maria Petrova · Alexei Tikhonov · Rússia        |
| Dança no gelo detalhes        | Marina Anissina · Gwendal Peizerat · França | Galit Chait · Sergei Sakhnovski · Israel       | Marie-France Dubreuil · Patrice Lauzon · Canadá |

## Resultados

### Individual masculino
| Pos.              | Nome              | Nacionalidade  | Pontos | PC | PL |
| ----------------- | ----------------- | -------------- | ------ | -- | -- |
| Medalha de ouro   | Alexei Yagudin    | Rússia         | 1.5    | 1  | 1  |
| Medalha de prata  | Todd Eldredge     | Estados Unidos | 3.0    | 2  | 2  |
| Medalha de bronze | Matthew Savoie    | Estados Unidos | 5.5    | 5  | 3  |
| 4                 | Ben Ferreira      | Canadá         | 6.0    | 4  | 4  |
| 5                 | Takeshi Honda     | Japão          | 6.5    | 3  | 5  |
| 6                 | Fedor Andreev     | Canadá         | 9.5    | 7  | 6  |
| 7                 | Andrejs Vlascenko | Alemanha       | 10.0   | 6  | 7  |
| 8                 | Matthew Davies    | Reino Unido    | 14.0   | 12 | 8  |
| 9                 | Li Chengjiang     | China          | 14.0   | 10 | 9  |
| 10                | Szabolcs Vidrai   | Hungria        | 15.5   | 11 | 10 |
| 11                | Jeff Langdon      | Canadá         | 15.5   | 9  | 11 |
| 12                | Gabriel Monnier   | França         | 16.0   | 8  | 12 |

### Individual feminino
| Pos.              | Nome               | Nacionalidade  | Pontos | PC | PL |
| ----------------- | ------------------ | -------------- | ------ | -- | -- |
| Medalha de ouro   | Irina Slutskaya    | Rússia         | 1.5    | 1  | 1  |
| Medalha de prata  | Michelle Kwan      | Estados Unidos | 3.0    | 2  | 2  |
| Medalha de bronze | Fumie Suguri       | Japão          | 4.5    | 3  | 3  |
| 4                 | Jennifer Robinson  | Canadá         | 6.5    | 5  | 4  |
| 5                 | Deanna Stellato    | Estados Unidos | 8.0    | 6  | 5  |
| 6                 | Galina Maniachenko | Ucrânia        | 8.0    | 4  | 6  |
| 7                 | Yoshie Onda        | Japão          | 10.5   | 7  | 7  |
| 8                 | Diána Póth         | Hungria        | 13.0   | 10 | 8  |
| 9                 | Annie Bellemare    | Canadá         | 13.0   | 8  | 9  |
| 10                | Laetitia Hubert    | França         | 14.5   | 9  | 10 |

### Duplas
| Pos.              | Nome                                  | Nacionalidade  | Pontos | PC | PL |
| ----------------- | ------------------------------------- | -------------- | ------ | -- | -- |
| Medalha de ouro   | Jamie Salé / David Pelletier          | Canadá         | 2.0    | 2  | 1  |
| Medalha de prata  | Elena Berezhnaya / Anton Sikharulidze | Rússia         | 2.5    | 1  | 2  |
| Medalha de bronze | Maria Petrova / Alexei Tikhonov       | Rússia         | 4.5    | 3  | 3  |
| 4                 | Dorota Zagorska / Mariusz Siudek      | Polônia        | 6.5    | 5  | 4  |
| 5                 | Pang Qing / Tong Jian                 | China          | 7.0    | 4  | 5  |
| 6                 | Aljona Savchenko / Stanislav Morozov  | Ucrânia        | 9.5    | 7  | 6  |
| 7                 | Jacinthe Larivière / Lenny Faustino   | Canadá         | 11.5   | 9  | 7  |
| 8                 | Laura Handy / Jonathon Hunt           | Estados Unidos | 12.0   | 8  | 8  |
| 9                 | Sabrina Lefrançois / Jérôme Blanchard | França         | 14.0   | 10 | 9  |
| WD                | Kristy Wirtz / Kris Wirtz             | Canadá         | —      | 6  | WD |

### Dança no gelo
| Pos.              | Nome                                   | Nacionalidade  | Pontos | DC | DO | DL |
| ----------------- | -------------------------------------- | -------------- | ------ | -- | -- | -- |
| Medalha de ouro   | Marina Anissina / Gwendal Peizerat     | França         | 2.0    | 1  | 1  | 1  |
| Medalha de prata  | Galit Chait / Sergei Sakhnovski        | Israel         | 4.0    | 2  | 2  | 2  |
| Medalha de bronze | Marie-France Dubreuil / Patrice Lauzon | Canadá         | 6.4    | 4  | 3  | 3  |
| 4                 | Elena Grushina / Ruslan Goncharov      | Ucrânia        | 7.6    | 3  | 4  | 4  |
| 5                 | Megan Wing / Aaron Lowe                | Canadá         | 10.0   | 5  | 5  | 5  |
| 6                 | Chantal Lefebvre / Justin Lanning      | Canadá         | 12.0   | 6  | 6  | 6  |
| 7                 | Beata Handra / Charles Sinek           | Estados Unidos | 14.0   | 7  | 7  | 7  |
| 8                 | Aleksandra Kauc / Filip Bernadowski    | Polônia        | 17.4   | 10 | 9  | 8  |
| 9                 | Svetlana Kulikova / Arseny Markov      | Rússia         | 18.6   | 9  | 10 | 9  |
| 10                | Rie Arikawa / Kenji Miyamoto           | Japão          | 21.0   | 11 | 11 | 10 |
| WD                | Marika Humphreys / Vitaly Baranov      | Reino Unido    | —      | 8  | 8  | WD |

## Quadro de medalhas
| Ordem | País           | Medalha de ouro | Medalha de prata | Medalha de bronze |    | Ordem por total |
| ----- | -------------- | --------------- | ---------------- | ----------------- | -- | --------------- |
| 1     | Rússia         | 2               | 1                | 1                 | 4  | 1               |
| 2     | Canadá         | 1               |                  | 1                 | 2  | 3               |
| 3     | França         | 1               |                  |                   | 1  | 4               |
| 4     | Estados Unidos |                 | 2                | 1                 | 3  | 2               |
| 5     | Israel         |                 | 1                |                   | 1  | 4               |
| 6     | Japão          |                 |                  | 1                 | 1  | 4               |
| TOTAL | TOTAL          | 4               | 4                | 4                 | 12 | —               |